# Merismodes
Merismodes is een geslacht van schimmels behorend tot de familie Niaceae. De typesoort is Merismodes fasciculata.

## Soorten
Volgens Index Fungorum bevat het geslacht zeven soorten (peildatum maart 2022):
| Soortnaam                                        | Auteur(s)           | Publicatiejaar |
| ------------------------------------------------ | ------------------- | -------------- |
| Merismodes anomala (Breedsporig hangkommetje)    | (Pers.) Singer      | 1975           |
| Merismodes bresadolae (Rozebruin hangbekertje)   | (Grelet) Singer     | 1975           |
| Merismodes connivens                             | (P. Karst.) Knudsen | 2008           |
| Merismodes fasciculata (Smalsporig hangkommetje) | (Schwein.) Donk     | 1951           |
| Merismodes granulosa                             | (Fuckel) Knudsen    | 2008           |
| Merismodes mellea                                | (Burt) Singer       | 1975           |
| Merismodes volkensii                             | (Henn.) Singer      | 1975           |